# إنزو بيرزوت

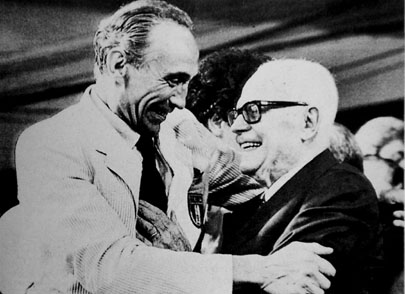
إنزو بيرزوت (على اليسار) مع الرئيس الإيطالي ساندرو برتيني.

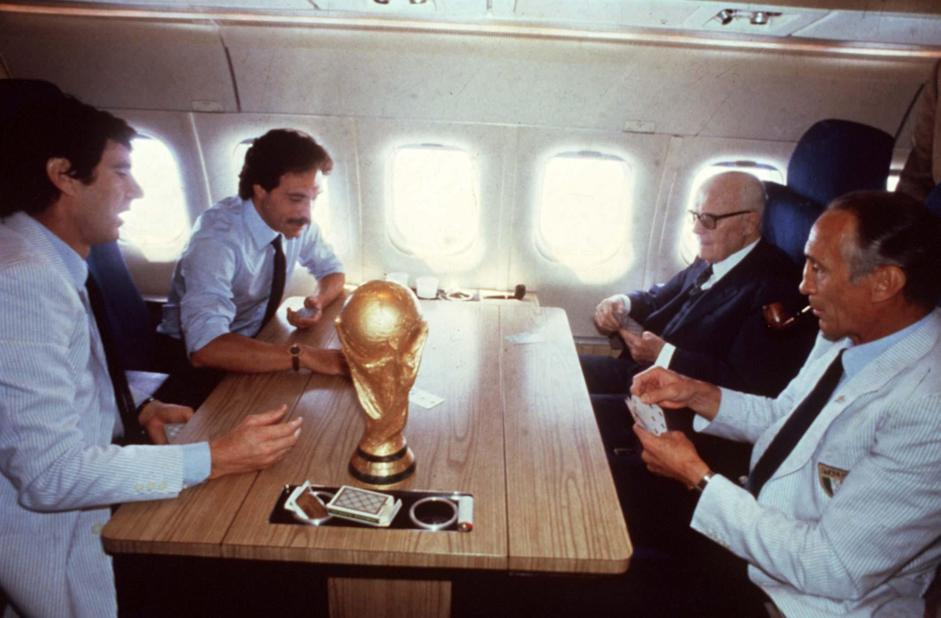
رئيس الجمهورية ساندرو بيرتيني (على اليمين بالبدلة سوداء),وإنزو بيرزوت (على اليسار), الجهة اليُسار, دينو زوف (على اليسار) فرانكو كاوزيو (على اليمين)

إنزو برزوت (Enzo Bearzot)، (مواليد أييلو دل فريولي بمقاطعة أوديني في 26 سبتمبر 1927 توفي في 21 ديسمبر 2010 في مدينة ميلانو). هو لاعب كرة قدم إيطالي سابق ومدرب كرة قدم إيطالي سابق، وقد قاد منتخب إيطاليا لكرة القدم إلى الفوز بكأس العالم لكرة القدم 1982.
| سبقه سيزار لويس مينوتي | المدرب الفائز بكأس العالم لكرة القدم 1982 | تبعه |

## مسيرته كلاعب
بدأ إنزو برزوت مسيرته كلاعب كرة قدم في برو غوريتسيا، ولعب أيضا لنادي إنتر ميلان ونادي كاتانيا وتورينو، ولعب مباراة واحدة مع منتخب إيطاليا لكرة القدم، وأعتزل كرة القدم في عام 1964.

## مسيرته كمدرب
بعد أن أنهى مسيرته كلاعب كرة قدم، أصبح برزوت مساعد لمدرب نادي تورينو نيريو روكو، ثم أصبح مدربا لنادي براتو في دوري الدرجة الثالثة، ودرب بعدها منتخب إيطاليا لكرة القدم تحت سن 23 عام، وفي كأس العالم لكرة القدم 1974، أصبح مساعدا للمدرب فيروتشو فالكاريدجي، وبعدها أصبح مساعدا للمدرب فولفيو برنارديني، وفي عام 1977 أصبح مدربا للمنتخب الإيطالي، وقادهم إلى الحصول على المركز الرابع في كأس العالم لكرة القدم 1978، بفضل إحدى أفضل الطرق الممتعة للعب، وقد درب منتخب إيطاليا لكرة القدم في كأس أمم أوروبا لكرة القدم 1980.
في كأس العالم لكرة القدم 1982، بعد ثلاث مباريات سيئة لمنتخب إيطاليا لكرة القدم، أنتهج المدرب برزوت طريقة الصمت الإعلامي لكي يبتعد عن الضغوط، وبعد أن اتخذ هذه الطريقة، بدأ منتخب إيطاليا لكرة القدم باللعب بشكل جيد، وفاز على منتخب الأرجنتين لكرة القدم ومنتخب البرازيل لكرة القدم، وفاز في مباراة قبل النهائي أمام منتخب بولندا لكرة القدم، وفي المباراة النهائية فاز منتخب إيطاليا لكرة القدم على منتخب ألمانيا لكرة القدم بنتيجة 3-1، ليحقق منتخب إيطاليا لكرة القدم لقب بطولة كأس العالم للمرة الأولى منذ عام 1938 والثالثة في تاريخه، وقد درب برزوت منتخب إيطاليا لكرة القدم في كأس أمم أوروبا لكرة القدم 1984، استقال من تدريب المنتخب بعد كأس العالم لكرة القدم 1986، بعد أن خسر منتخب إيطاليا لكرة القدم أمام منتخب فرنسا لكرة القدم في الدور الثاني.
بعد فترة طويلة من عدم الظهور، استلم برزوت في عام 2002 منصب رئيس قطاع المدربين، وهو الاتحاد الذي يعني بشؤون المدربين في إيطاليا، وقد ترك المنصب في عام 2005.

## روابط خارجية
- إنزو بيرزوت على موقع قاعدة بيانات كرة القدم.إي يو (الإنجليزية)
- إنزو بيرزوت على موقع ناشيونال فوتبول تيمز (الإنجليزية)
- إنزو بيرزوت على موقع عالم كرة القدم.نت (الإنجليزية)
- إنزو بيرزوت على موقع أوليمبيديا (الإنجليزية)